# 水野早紀
水野 早紀（みずの さき、1976年5月1日 - ）は、日本のAV女優。身長、158cm。スリーサイズは、B:84、W:60、H:85。趣味はショッピングと読書。

## 略歴
東京都出身。1996年12月、『あなたとやりたい』でAVデビュー。当初は美少女女優として売られていたが、「夜に抱かれて」では、細川百合子に感化されてハードなからみを見せた。1997年3月の『女教師 早紀　絡みつく誘惑』で引退した。

## 出演作品
- あなたとやりたい（1996年12月25日、アリスJAPAN）[1]
- 告白（1997年1月24日、アリスJAPAN）監督:溜池ゴロー[1]
- 発禁レイプビデオ（1997年2月5日、フリービジョン）
- 夜に抱かれて（1997年2月14日、アリスJAPAN）[1]
- 女教師 早紀 絡みつく誘惑（1997年3月14日、アリスJAPAN）[1]
- SUPER AV MAGAZINE エロチカ倶楽部 第5号（1997年4月25日、アリスJAPAN）オムニバス作品

## 雑誌
- 宝島 1996年10月30日号
- URECCO 1996年12月号
- ザ・ベスト・スペシャル 1996年12月号
- アクションカメラ 1997年01月号、02月号
- ビデオボーイ（英知出版） 1997年2月号
- GiRi GiRi（ワニマガジン社）1997年02月号
- ビデオ・ザ・ワールド（白夜書房） 1997年03月号（表紙）
- アップル通信 1997年04月号
- オレンジ通信 1997年04月号（表紙）
- 週刊プレイボーイ 1997年05月27日号
- 純情エンジェル 1997年06月号